# Gryonoides
Gryonoides (лат.) — род платигастроидных наездников из подсемейства Teleasinae. Южная Америка.

## Распространение
Неотропика: центральная и Южная Америка.

## Описание
Мелкие перепончатокрылые насекомые: длина тела 2—3 мм. Основная окраска желтоватая и коричневато-чёрная. Отличаются двумя мезоскутеллярными шипиками, удлиненным наличником и торулярным треугольником. Самцы и самки Gryonoides проявляют уникальный половой диморфизм в соотношении длины радикля и скапуса усика. В то время как у других видов сцелионид соотношение у самцов и самок одинаковое, у Gryonoides радикль самки длиннее, чем у самца, по отношению к длине скапуса. Паразитоиды яиц жужелиц.

## Систематика
Включает более 10 видов. Впервые выделен в 1920 году по типовому виду Gryonoides pulchellus Dodd, 1920. Включен в подсемейство Teleasinae (сцелиониды).
- Gryonoides brasiliensis Masner & Mikó, 2021
- Gryonoides flaviclavus Masner & Mikó, 2021
- Gryonoides fuscoclavatus Masner & Mikó, 2021
- Gryonoides garciai Masner & Mikó, 2021
- Gryonoides glabriceps Dodd, 1920
- Gryonoides mexicali Masner & Mikó, 2021
- Gryonoides mirabilicornis Masner & Mikó, 2021
- Gryonoides obtusus Masner & Mikó, 2021
- Gryonoides paraguayensis Masner & Mikó, 2021
- Gryonoides pulchellus Dodd, 1920 (= Gryonoides doddi Ogloblin, 1967 и Gryonoides pulchricornis Ogloblin, 1967)[4]
- Gryonoides rugosus Masner & Mikó, 2021
- Gryonoides uruguayensis  Masner & Mikó, 2021
- ?Gryonoides scutellaris  Dodd, 1920 (статус не ясен)[1]